# 25 Bank Street
Il 25 Bank Street è un grattacielo utilizzato per ospitare per uffici situata a Canary Wharf, nella zona dei Docklands di Londra. Attualmente ospita la sede europea della banca d'investimenti JPMorgan Chase.
L'edificio è stato costruito tra il 2001-2003 dalla Canary Wharf Group come uno dei cinque nuovi edifici sul sito Heron Quays. L'edificio è stato progettato dall'architetto César Pelli e costruito dalla Canary Wharf Contractors. 
Prima della costruzione, il 25 Bank Street doveva essere utilizzato come sede della filiale europea di Enron, ma poi a causa del crollo dell'azienda alla fine dell'anno, l'assegnazione dell'edificio fu revocata. Dal 2004 il 25 Bank Street è stato la sede europea di Lehman Brothers fino all'insolvenza della banca nel settembre 2008.